# Tucknott Scrub Conservation Park
Tucknott Scrub Conservation Park är en park i Australien. Den ligger i delstaten South Australia, omkring 260 kilometer väster om delstatshuvudstaden Adelaide.
Trakten runt Tucknott Scrub Conservation Park är nära nog obefolkad, med mindre än två invånare per kvadratkilometer.. Närmaste större samhälle är North Shields, omkring 17 kilometer söder om Tucknott Scrub Conservation Park.
Trakten runt Tucknott Scrub Conservation Park består till största delen av jordbruksmark. Genomsnittlig årsnederbörd är 585 millimeter. Den regnigaste månaden är juni, med i genomsnitt 126 mm nederbörd, och den torraste är januari, med 16 mm nederbörd.